# Bertnîkî, Monastîrîska
Bertnîkî (în ucraineană Бертники) este o comună în raionul Monastîrîska, regiunea Ternopil, Ucraina, formată numai din satul de reședință.

## Demografie
Componența lingvistică a comunei Bertnîkî
     Ucraineană (99,56%)
     Alte limbi (0,44%)
Conform recensământului din 2001, majoritatea populației comunei Bertnîkî era vorbitoare de ucraineană (99,56%), existând în minoritate și vorbitori de alte limbi.